# Mata Nacional de Vale de Canas

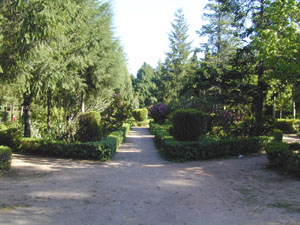
Mata Nacional de Vale de Canas, Coimbra

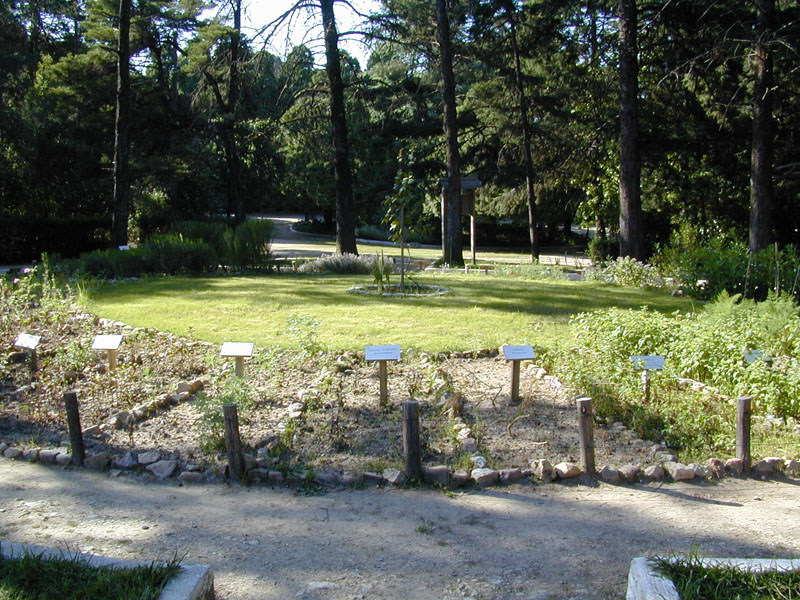
Jardim de Plantas Aromáticas, Vale de Canas, Coimbra

A Mata Nacional de Vale de Canas localiza-se junto da povoação com o mesmo nome, na cidade de Coimbra em Portugal. Conhecida por ter a árvore (Eucalyptus diversicolor F.Muell.) mais alta da Europa, a mata ocupa uma área de 16 hectares.
No século XVI já havia referências a esta mata, que era nessa altura designada por Mata do Rei e constituída por vegetação espontânea.
Em 1867 foi adquirida pelo Estado Português, para retirar a madeira do pinheiro necessário às obras hidráulicas da Mata Nacional do Choupal contra as cheias.
Em 1866-1870 sofreu um repovoamento com plantas autóctones e exóticas, algumas vindas de França e da Alemanha, sob a orientação de Manoel Afonso D'Esgueira e com a colaboração do Jardim Botânico da Universidade de Coimbra. Da Austrália vieram os eucaliptos distribuídos por 32 espécies da família Myrtaceae.
Em 1936 sofreu obras de melhoramento orientadas pelo Dr. Manuel Braga.
A Mata Nacional de Vale de Canas foi afectada por um violento incêndio no Verão de 2005, encontrando-se actualmente em fase de reflorestação, que tem privilegiado as espécies autóctones como o castanheiro.
A Mata Nacional de Vale de Canas possui um belo jardim, sendo frequentemente visitada por grupos de alunos que ali assistem a interessantes sessões de educação ambiental.
Para além disso, a Mata possui a árvore mais alta da Europa, com 73m de altura.